# Паршино (Могилёвская область)
Па́ршино (бел. Па́ршына) — агрогородок в Горецком районе Могилёвской области Белоруссии. Административный центр Паршинского сельсовета.

## История
Впервые упоминается в 16-м столетии. Село Оршанского уезда.
С 1772 года — в составе Российской империи, Чаусский уезд. В 1785 году — деревня в составе поместья Горы, владение Н. Л. Салагубовой, 39 дворов, 261 житель.
В 1909 году — деревня Горской волости Чаусского уезда, 69 дворов, 510 жителей, имелись мельница, народное училище.
С 26 апреля 1919 года в Гомельской, с 27 июля 1922 года — Смоленской губернии РСФСР, с 20 августа 1924 года — центр сельсовета Горецкого района Оршанского округа БССР (до 26 июля 1930 года), с 20 февраля 1938 года — Могилёвской области, с 6 июля 1954 года в Будском сельском Совете, с 20 июня 1966 года — центр сельсовета.
В 1926 году — 49 дворов, 257 жителей.
В 1929 году жители деревни объединились в колхоз «Луч».
В 1940 году деревня насчитывала 97 дворов, 350 жителей.
В июле 1941 года оккупирована немецко-фашистскими захватчиками. В сентябре 1943 года каратели полностью сожгли деревню. Освобождена 26 июня 1944 года. В центре деревни похоронены 114 советских воинов, которые погибли в боях с немецко-фашистскими захватчиками в 1944 году. 259 земляков погибли в годы войны. Для увековечения их памяти на окраине деревни в 1968 году поставлена стела.
С 6 июля 1954 года деревня Паршино Будского сельсовета.
С 20 июня 1966 года Паршино — центр сельсовета, в состав которого входило 12 населенных пунктов.
В 2002 году в связи с упразднением Горецкого сельского Совета произошло укрупнение сельского Совета, в состав которого входило 18 населенных пунктов.
С 1 февраля 2014 года произошло укрупнение сельского Совета в состав, которого входит 25 населенных пунктов (присоединено 6 населенных пункта Ленинского сельского Совета, 1 населенный пункт Горского сельского Совета).

## Население
- 1999 год — 623 человека
- 2010 год — 627 человек

## Культура
- Дом культуры

## Достопримечательность
- Братская могила советских воинов —  Историко-культурная ценность Республики Беларусь, шифр 513Д000448
- Памятник землякам, погибшим в годы Великой Отечественной войны